# Pollica
Pollica est une commune italienne de la province de Salerne, dans la région Campanie.

## Géographie

### Territoire
Le noyau d'habitations d'origine, Serra Molino a Vento, a été  abandonné. Il se trouvait au pied d'une colline, à 557 m d'altitude.
Cilento, le centre agricole, est situé sur le versant sud de la Monte Stella, à 1 131 m d'altitude, en pente douce vers la mer entre le Licosa et l'embouchure de la rivière Alento.
Le long de la côte se sont développées les stations d'Acciaroli, au sud-ouest, sur un court promontoire rocheux et Poplars au sud-est, près de l'embouchure du torrent Mortelle.
Le territoire communal est compris dans le parc national du Cilento et du Val de Diano.
- Classement sismique : Zone 3 (faible sismicité), ordonnance PCM 3274 du 20 mars 2003.

### Climat
La station météo la plus proche est à Casal Velino. Selon la référence de trente ans 1961 - 1990, la température moyenne du mois le plus froid, janvier, se situait à + 8,7 °C ; celle de l'un des mois le plus chaud, août, est 25,7 °C.
- Classification climatique : Zone D 1694 GG.

## Histoire
Le 6 septembre 2010, le maire de Pollica, Angelo Vassallo, a été assassiné vers 2 h du matin. Selon la police italienne, il a été tué par la camorra.

## Administration
| Période                                  | Période          | Identité        | Étiquette    | Qualité |
| ---------------------------------------- | ---------------- | --------------- | ------------ | ------- |
| ?                                        | 5 septembre 2010 | Angelo Vassallo |              |         |
| 16 mai 2011                              | En cours         | Stefano Pisani  | Lista Civica |         |
| Les données manquantes sont à compléter. |                  |                 |              |         |

### Hameaux
Pollica a cinq hameaux : Acciaroli, Cannicchio, Celso, Galdo, Pioppi.
- Acciaroli - le plus grand, au bord de la mer, il dispose d'un port.
- Pioppi - l'autre village au bord de la mer, célèbre pour les études d'Ancel Keys sur le régime méditerranéen.
- Celso - sur une colline entre Pollica et Galdo.
- Galdo Cilento - sur une colline, entre Celso et San Mauro Cilento.
- Cannicchio - sur une colline, entre Acciaroli et Pollica.

### Communes limitrophes
Casal Velino, San Mauro Cilento, Sessa Cilento, Stella Cilento.

## Économie
Les produits agricoles locaux sont principalement le vin, les olives, les céréales et les fruits. La pêche et plus encore le tourisme dans les villages balnéaires d'Acciaroli et de Pioppi sont les activités dominantes locales.

## Personnalités
- Francesco Antonio Mazziotti (1811-1878), baron de Celso, patriote.
- Pietro Sernicola (1672-1742), sculpteur.
- Antonio Quarracino (1923-1998), cardinal.
- Matteo Mazziotti (1851-1928), historien et homme politique du royaume d'Italie.
- Ancel Keys (1904-2004), physiologiste US.
- Martti Karvonen, physiologiste finlandais.
- Jeremiah Stamler, cardiologue US.
- Angelo Vassallo (1953-2010), plusieurs fois maire de la ville.

## Monuments et lieux d'intérêt
Dans le chef-lieu :
- L'église Saint-Nicolas, du XVIIe siècle ; autel intérieur en marbre polychrome et plafond décoré par Matthieu Cilento en 1890.
- Le palais des principes Capano de 1610, avec massive tour médiévale, aujourd'hui propriété de la ville.
- Le couvent franciscain de Santa Maria delle Grazie, de 1611, il abrite les peintures de Nicola Malinconico, le chœur en bois du XVIIIe siècle derrière l'autel, le plafond opéra en bois coffré de Giuseppe Marrocco par Celsus, la statue de la « Madonna delle Grazie », située dans la paroi arrière, dans une niche, entourée d'une draperie élégante de stuc polychrome de Peter Sernicola.
- La chapelle dédiée à saint Pierre, datant de 1524, moderne, restaurée, maintenant désaffectée.
- La Punta, un WWF.

## Galerie de photos

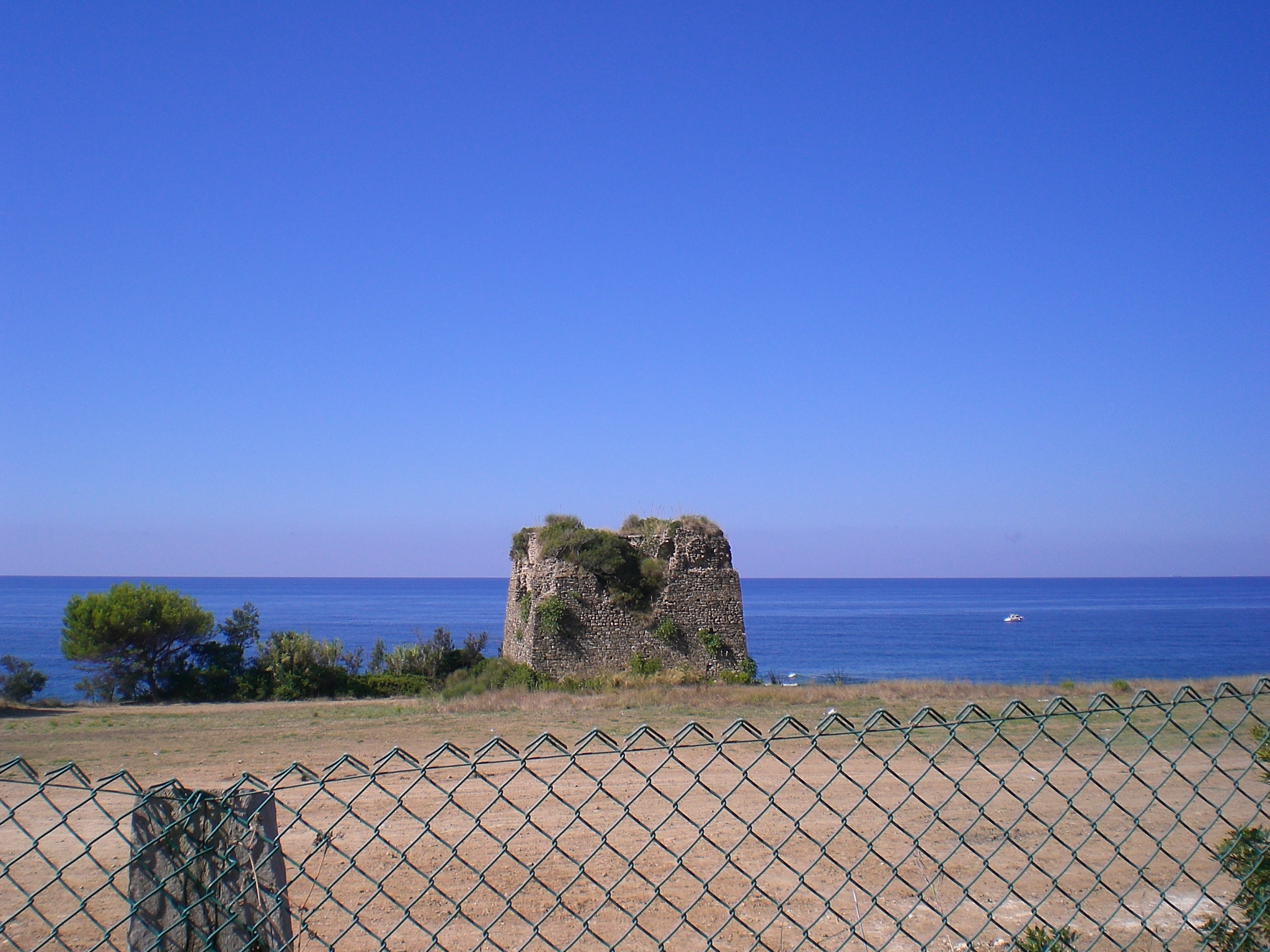
Tour, La Punta.
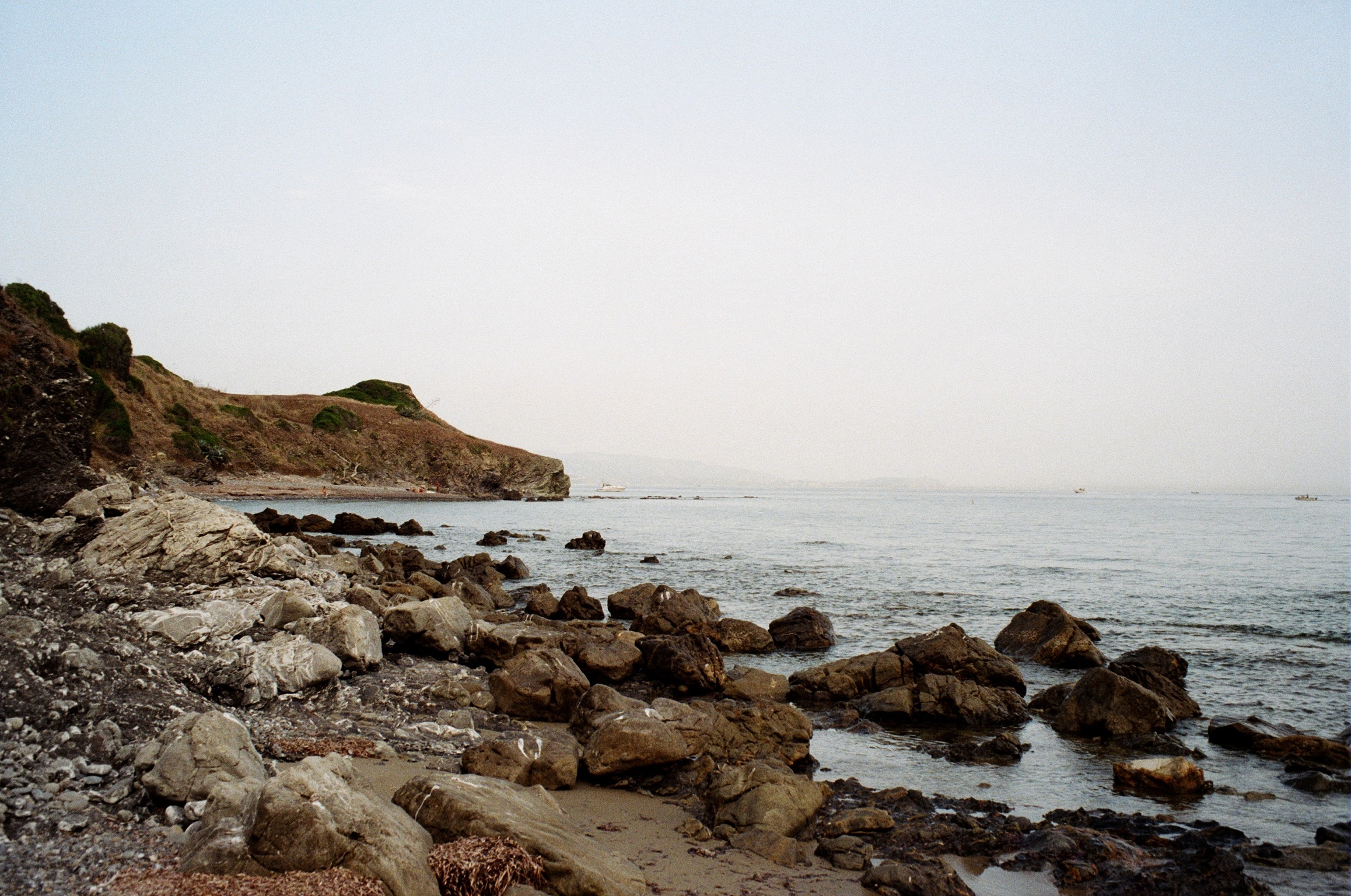
Vue du nord à La Punta.
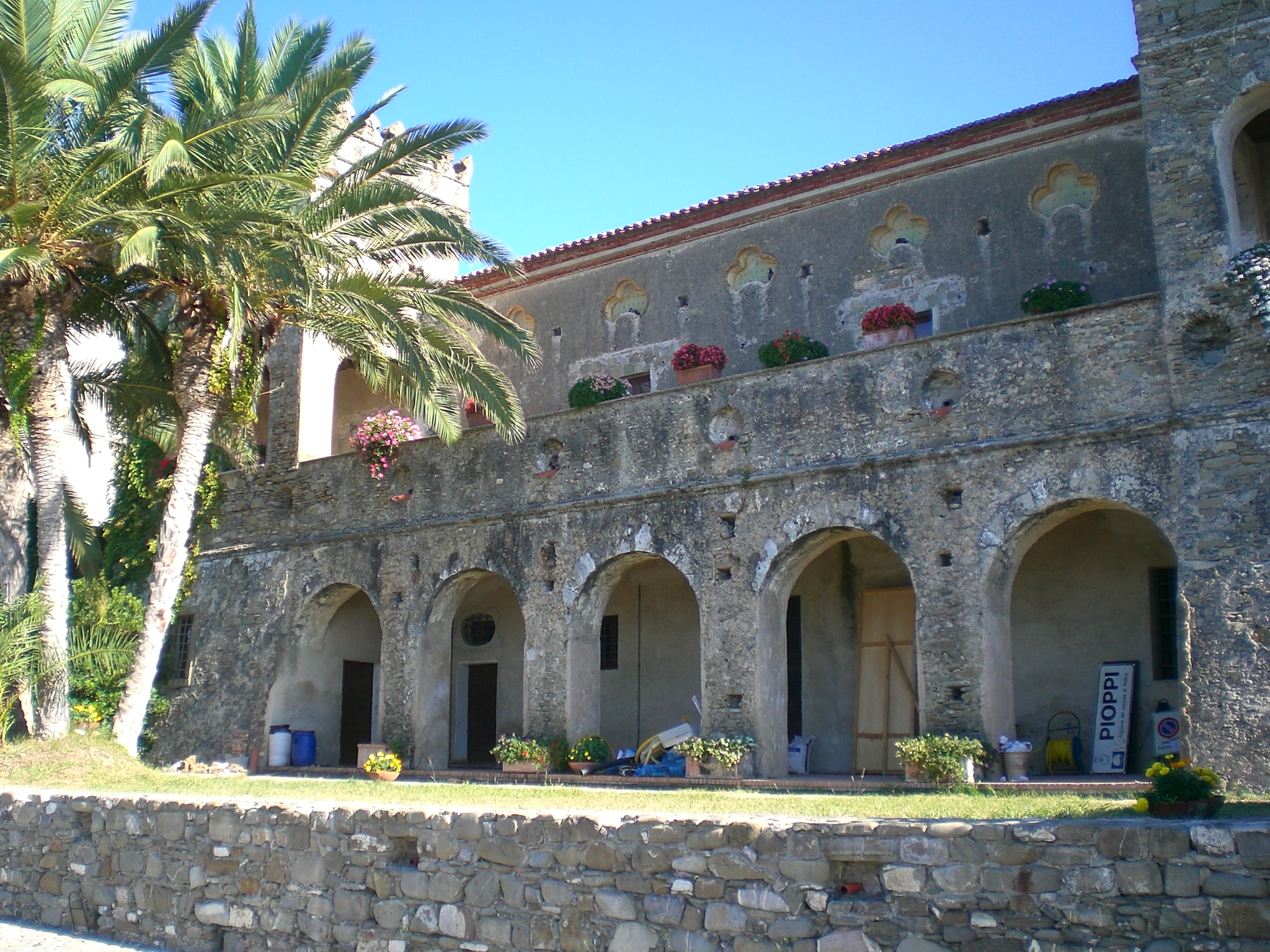
Musée de la mer.
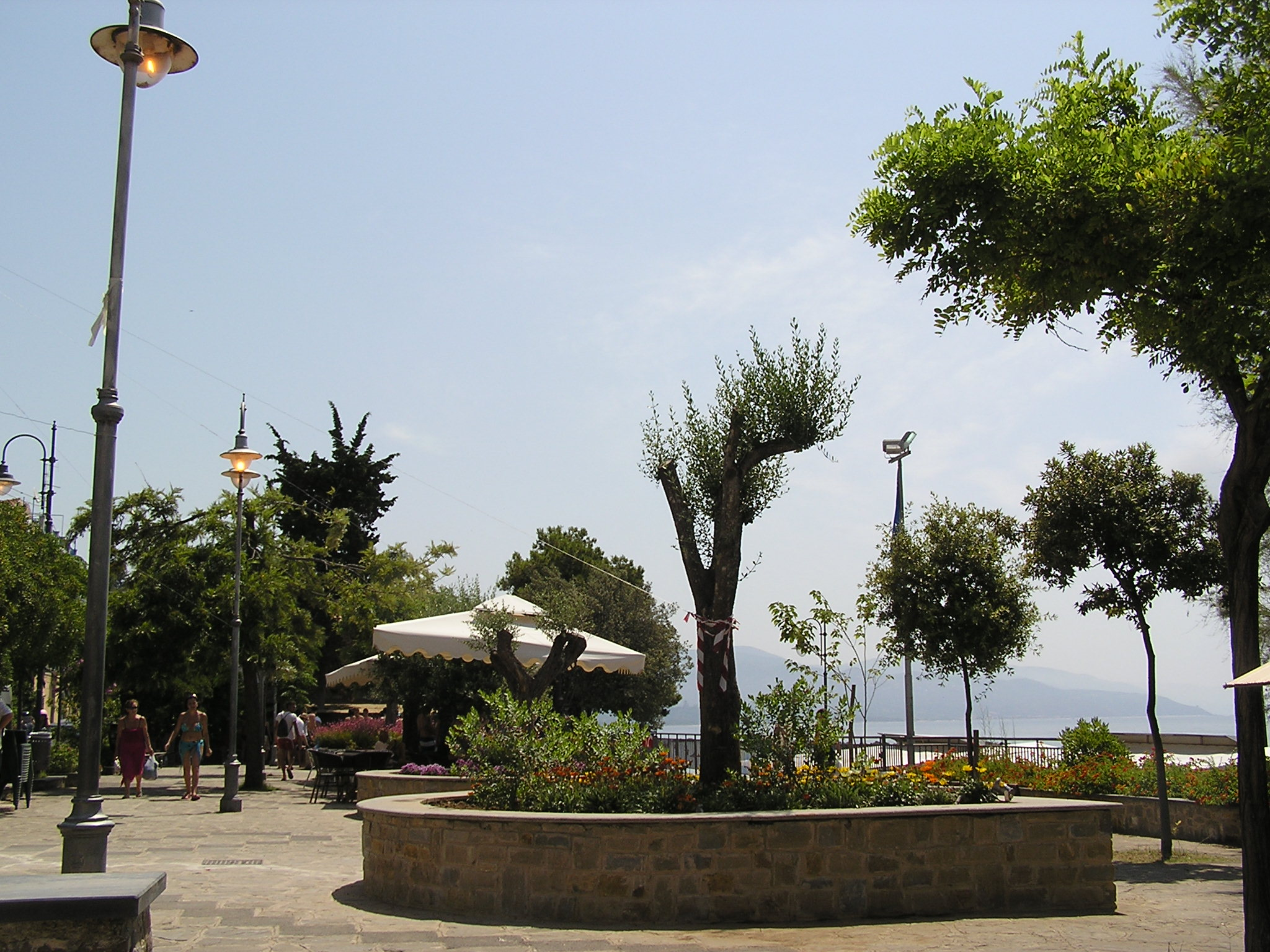
Place du Millénaire.
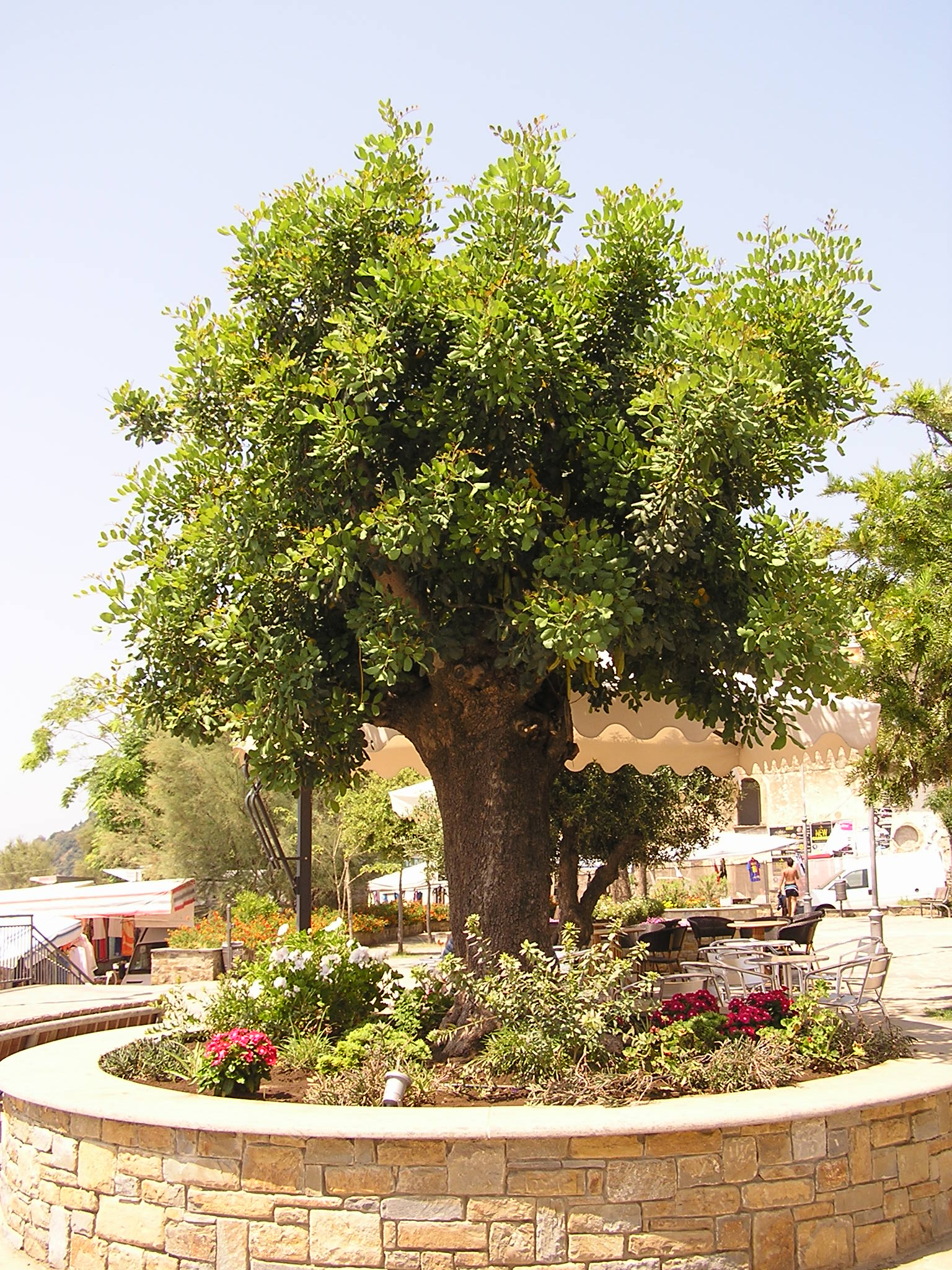
Caroubier à Pioppi.
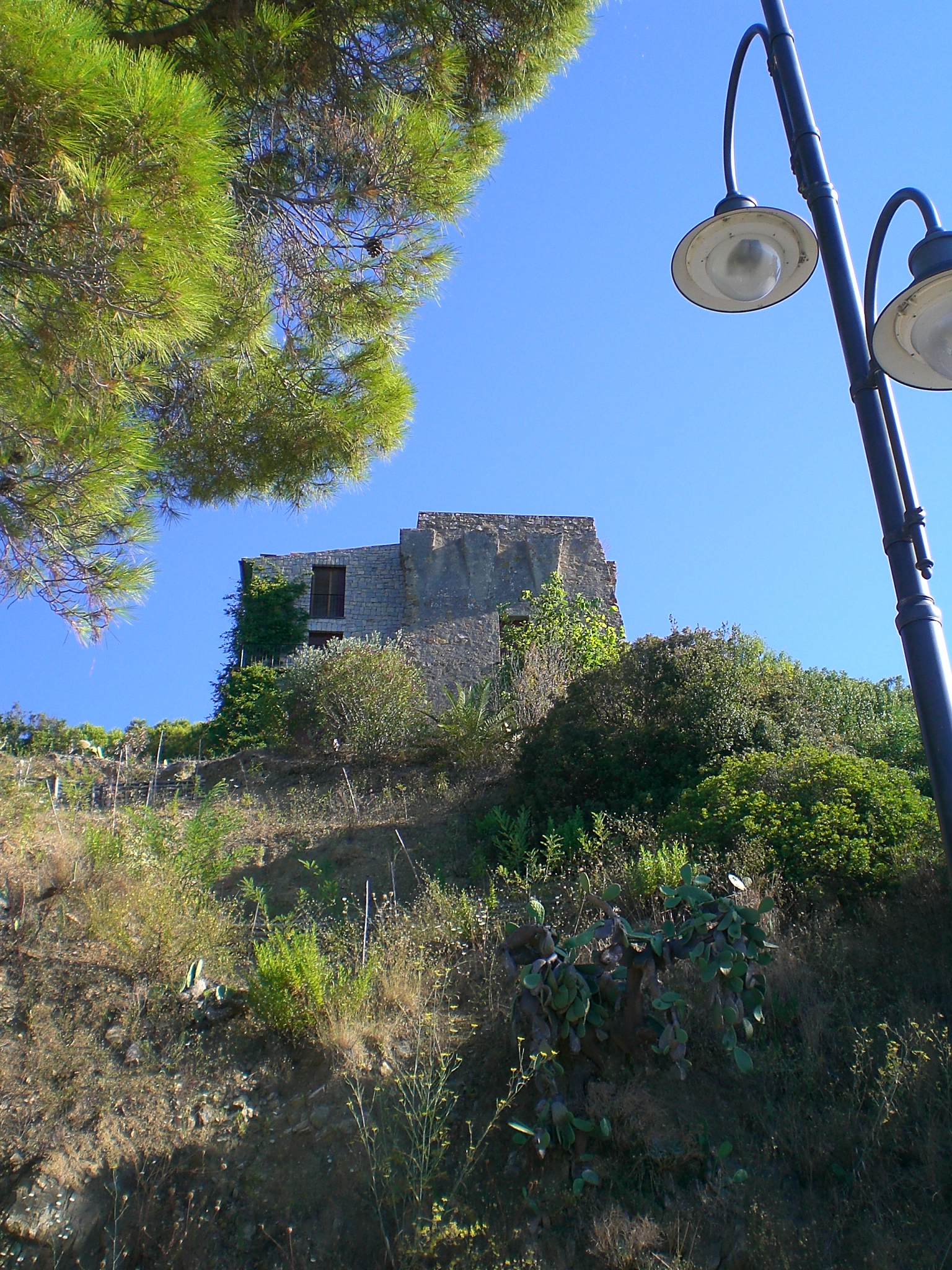
Tour à Pioppi.

## Jumelages
- Bologne (Italie) depuis le 23 juin 2012[4].